# بریگزویل (آرکانزاس)
بریگزویل (به انگلیسی: Briggsville) یک منطقهٔ مسکونی در ایالات متحده آمریکا است که در شهرستان یل، آرکانزاس واقع شده‌است. بریگزویل ۱۳۴٫۱۱ متر بالاتر از سطح دریا واقع شده‌است.